# 长崎纯心大学短期大学部
长崎纯心大学短期大学部（日语：／ Nagasaki Junshin Daigaku Tanki Daigakubu *），简称纯短（じゅんたん），是过去一所位于日本长崎县长崎市的私立短期大学。前纯心女子短期大学（日语：／ Junshin Joshi Tanki Daigaku *）。

## 概要

### 简介
- 学校最早可以追溯到1934年[1]。短期大学为于1950年开办[1]、由学校法人纯心女子学园经营。来源于长崎纯心圣母会、由于教育的基础是基督教[1]。招生到2004年[2]、停办于2006年[1]。

### 历史
- 1950年 纯心女子短期大学成立并同时设置一个学科即社会科[1]。
- 1951年 保育科成立[1]。
- 1983年 英美文化科成立[注 3][2]）[1]。
- 1990年 社会科分离为两个专攻即人文社会专攻（招生到于1993年、正式停办于1995年[2]）和社会福利专攻。专科两个专攻即人文社会专攻、英美文化专攻[1]。
- 1992年 专科一个专攻即保育专攻[1]。
- 1995年 社会科社会福利专攻改编为社会福利科（招生到于1998年、正式停办于2000年5月24日）[2]。
- 2000年 改校名为长崎纯心大学短期大学部。
- 2004年 短期大学招生最后、次年停止招生[2]。
- 2006年 停办[1]。

### 宪章
- 请参看前长崎纯心大学短期大学部的标志 （页面存档备份，存于） （日語） 2014年2月2日阅览。

## 学校环境
- 校区：在了长崎县长崎市

## 组织

### 学科
- 保育科

### 前学科
- 社会科[注 1]
  - 人文社会专攻[注 2]
  - 社会福利专攻[注 1]
- 英美文化科[注 3]

### 专科
| - 人文社会专攻 - 英美文化专攻 - 保育专攻：大学评价学位授予机构批准。 |

### 业余课程
| - 没有 |

## 相关链接
- 日本短期大学列表
- 鹿儿岛纯心女子短期大学
- 东京纯心女子短期大学：已停办